# Habertürk TV
Habertürk TV — турецкий телеканал, входящий в медиагруппу Ciner Yayın Holding.

## Tarihçe
Основан журналистом Уфуком Гюльдемиром, в эфире с 3 сентября 2001 года. 13 ноября 2007 года канал был выкуплен компанией Ciner Group вместе с сайтом Haberturk.com и Habertürk Radio (сам Гюльдемир умер 10 июня 2007 года). Редактором канала был долгое время Эрдоган Акташ, ушедший с поста 4 августа 2009 года и перешедший в a Haber. Главным редактором стал Йигит Булут, а координатором новостей стал Али Чагатай, но вскоре по решению Ciner Yayın Holding он прекратил все отношения с Булутом. С 16 июня 2013 года канал вещает в формате 16:9.

## Наземное вещание
С 27 октября 2008 года телеканал Habertürk TV начал наземное цифровое вещание вместо Kanal 1. Наземное вещание доступно благодаря обычным антеннам, SD-вещание — благодаря спутнику Türksat 3A (параметры 11053 H 8000 3/4), HD-вещание — благодаря спутнику Türksat 4A (параметры 12209 H 10000 3/4), операторам Digiturk (44 канал), D-Smart (33 канал), tivibu (38 канал), Turkcell TV+ (51 канал) и KabloTV (61 канал).

## Habertürk TV HD
Телеканал Habertürk TV HD, вещающий в формате высокой чёткости, был запущен 18 сентября 2014 года параллельно основному каналу. Вещание доступно благодаря спутнику Türksat 4A (параметры 12209 H 10000 3/4), операторам Turkcell TV+ (51 канал), D-Smart (33 канал), KabloTV (61 канал) и Türksat TKGS (17 канал).

## Радио Habertürk
Радиоканал Habertürk Radyo действует при телеканале Habertürk TV, головной офис находится в Стамбуле. Вещание началось 6 июля 2017 года: оно осуществляется на всю Турцию круглосуточно благодаря спутнику Türksat 4A. Частоты в Стамбуле — 90,4 FM и 104,5 FM.